# 閑藏站
閑藏站（日语：／ Kanzou eki */?）是位於靜岡縣靜岡市葵區井川，屬於大井川鐵道的井川線車站。此站的閉塞區間較短。

## 歷史
- 1959年（昭和34年）8月1日：車站啟用
- 2014年（平成26年）9月2日：此站南邊約600米處發生坍方，包含此站在內，接岨峽溫泉至井川之間暫停服務。
- 2017年（平成29年）3月11日：接岨峽溫泉至井川之間重開[2]。
- 2018年（平成30年）5月8日：此站至井川之間發生坍方，不能通行。列車於此站折返[3][4]。
- 2019年（平成31年）3月9日：此站至井川之間重開[5]。

## 車站構造
此站是地面車站，設有2面2線的相對式月台。此站沒有設置站房，在井川一方設有候車室。

## 車站周邊
本站位於山區，很少建築物。車站附近的閑藏村落，以及越過新接阻大橋一方的海久保村落，2村落合共設有約20間房屋。
- 大井川
- 井川村立井川小學閑藏分校蹟
- 大井神社

## 巴士路線
在車站出口處的廣場上設有閑藏線巴士閑藏站前巴士站。閑藏線巴士輔助了井川線列車班次。
- 大鐵Advance（大井川鐵道的其中一個品牌）
  - 閑藏線巴士（千頭 - 奧泉 - 接阻峽溫泉 - 閑藏） 前往千頭站前

## 其他
- 由於車站附近沒有民居，因此被稱為「秘境車站」。此站沒有定期乘客。但是，隨著問設大鐵巴士閑藏線，開始設有乘坐千頭‐閑藏之間的短途觀光客。
- 此站至尾盛站之間設有「關之澤橋樑（日语：関の沢橋梁）」。橋粱距離川底高70.8米。在鐵橋上，列車會由於觀光原因慢駛。
- 曾經，第一班列車會在早上9時51分到達此站，當時列車車長會運送報紙至此站，供應給附近居民（3份，用繩綁在一起），站前設有小屋放置報紙[1]。截至2017年6月，沒有報紙運送至井川線閑藏站。
- 在2015年，杯子中的枝葉隙光歌曲中「因為 今天是雨天嘛？」的MV於站內取景。但是，於取景年份2014年當時由於坍方使車站暫停服務。

## 相鄰車站
大井川鐵道
井川線
尾盛－閑藏－井川

## 注腳
1. 1 2  《秘境駅-中部・東海編》(DVD) 發行：GP Museum Software
2. ↑  . Mynavi新聞. 2017-01-12  [2018-04-07]. （原始内容存档于2017-07-08） （日语）.
3. ↑  .   [2021-02-10]. 原始内容存档于2018-05-09.
4. ↑   (新闻稿). 大井川鐵道. 2018年5月10日  [2018年5月13日]. （原始内容 (PDF)存档于2018年5月13日） （日语）.
5. ↑  「JTB時間表」1月號，新聞第1頁。

## 外部連結
- 大井川鐵道 （页面存档备份，存于）（日語）